# Bathropsis peruviana
Bathropsis peruviana är en tvåvingeart som beskrevs av Hermann 1912. Bathropsis peruviana ingår i släktet Bathropsis och familjen rovflugor.
Artens utbredningsområde är Peru. Inga underarter finns listade i Catalogue of Life.